# 戰地風雲4
《戰地風雲4》是一款由EA Digital Illusions CE开发的第一人稱射擊电子游戏。
本作是《战地》系列继《戰地風雲3》之后的官方續作。游戏于2013年10月展开在线多人模式的测试，并于2013年10月29日在北美地区率先发售。游戏的战役模式描绘了一场近未来在中國的军事政变，玩家将扮演美國海軍陸戰隊“墓碑”小隊成員，深入中國、美國、俄羅斯三国間的一场巨大政治阴谋并探求和平的最後希望。在多人模式中，玩家也可选择中、美、俄三阵营之一，在大量风格迥异、规模不一的地图上展开作战。作为首次加入的功能“关卡进化”，将从宏观到细节影响玩家的作战方式，而最新的水面改进“联网水”将带来全新的高速海战体验。指挥官模式和高自由度士兵定制的加入让玩家可以尝试从战略到战术的不同玩法。
在Windows環境下，游戏提供了32位元及64位元版本，但32位元版本不能調整畫質。主機平台則會包括PS3及Xbox 360，及新一代主機PS4及Xbox One。另外，指揮官模式可在Android平板及iPad上執行。

## 開發
EA總裁弗蘭克·吉博在南加州大學的主題演講中證實了公司打算發行《戰地風雲3》的續集，他說“未來將會有《戰地風雲4》”。之後，一位EA發言人告訴IGN：“弗蘭克高度评价了戰地風雲品牌——EA對這個品牌充滿熱情，也一直致力於維護它的玩家社区。”在《戰地風雲3》發布前夕，DICE告訴Eurogamer，這家瑞典工作室希望有一天有機會製作《戰地風雲4》。“這很令人興奮。寒霜2為我們開闢了廣闊的前景，因此我們可以做任何我們想做的事。”
《戰地風雲4》基於全新的寒霜3引擎構建。新的寒霜引擎支持更逼真的環境，具有更高分辨率的紋理和粒子效果，曲面細分技術也進行了大修。一個新的“聯網水”系統也被引入，讓遊戲中的所有玩家能夠同時看到同一個波浪，曲面細分技術也進行了大修。Alpha測試於2013年6月17日開始，测试邀請在前一天通過電子郵件隨機發送給《戰地風雲3》玩家。試驗進行了兩週，地圖為去除了所有紋理的“上海之圍”。
由於玩家群體對《戰地風雲3》中的雙人合作模式褒貶不一，DICE決定從《戰地風雲4》中刪除該模式，轉而專注於改進戰役和多人遊戲。
AMD和DICE已合作將AMD的Mantle API用於《戰地風雲4》。目標是提高AMD GCN Radeon顯卡的性能，並且提供比以前OpenGL或DirectX更高水平的硬件優化性能。AMD Mantle的初步測試表明，該技術能夠有效增強較慢處理器的性能。
DICE發布了該遊戲的公開測試版，可在Windows（僅限 64 位）、Xbox 360和PlayStation 3上遊玩。玩家可以在上海之圍地圖遊玩搶攻、征服和殲滅等遊戲模式。公測於2013年10月4日開始，並於2013年10月15日結束。

### 技術和法律問題
在遊戲發布後，《戰地風雲4》在各大平台上都充斥著諸多重大技術錯誤、漏洞和崩潰。EA和DICE很快開始發布多個補丁。DICE隨後透露其所有未來游戲（包括《鏡之邊緣》、《星球大戰：前線》和《戰地風雲4》DLC）的工作將暫停，直到《戰地風雲4》能夠正常運行。2013年12月，遊戲發布一個多月後，一位EA公司代表表示：“我們知道在修復遊戲上還有很長的路要走——而這絕對是我們目前的第一要務。制作组DICE的團隊正在不停工作來更新遊戲。”
2014年1月，EA總裁彼特·摩爾表示，公司並未發現因技術問題而對銷售產生的任何負面影響。摩爾表示對銷售的任何負面影響實際上是由於從现世代（PS3、Xbox 360）到次世代遊戲機（PS4、Xbox One）的過渡，在如FIFA和極品飛車的其他視頻遊戲系列也出现了類似的情況。2014年2月，作為對在早期購買遊戲，並且在许多问题尚未修复的情況下仍堅持游玩的玩家的獎勵，DICE面向玩家发放了為期一個月的免費多人遊戲內容，包括青銅和白銀戰鬥包、经验值加成和人物、迷彩皮膚、武器捷徑同捆以及面向高級會員的附加內容等。
由於游戏中大量的漏洞和故障，游戏发行商EA成為多家律師事務所的目標。Holzer Holzer & Fistel, LLC公司對EA在2013年7月24日至12月4日期間發表的公開聲明展開調查，以確定該公司是否故意誤導其投資者有關“公司發行的戰地風雲4游戏的開發和銷售情况”的信息以及遊戲對EA收入和項目推進的影響。”此後不久，Robbins Geller Rudman & Dowd LLP律師事務所同樣對EA提起集體訴訟，指控其针对《戰地風雲4》的游戏質量问题发布了虛假或誤導性的陳述。僅幾天后，Bower Piven律師事務所發起了第二起集體訴訟，該公司聲稱EA違反了1934年的證券交易法，理由是沒有適當地將開發過程中的重大漏洞和故障告知投資者，如此的隐瞒行为可能會妨碍投資者做出正确的判断。Bower Piven尋找損失超過二十万美元的投資者來成為首席原告。2014年10月，法官蘇珊·伊爾斯頓駁回了其中一項集體訴訟的原案，理由是EA並非故意誤導投資者，相反，EA在战地4发布前的声明是“公司樂觀主義的模糊陳述”和“自吹自擂”。
遊戲首次發布六個月後，2014年4月，DICE宣布了一個名為社區測試環境（Community Test Enviourment）的計劃，并于於2014年年中開始推出補丁。該計劃旨在讓限量的PC玩家可以遊玩特殊版本的《戰地風雲4》，在正式發布之前对新補丁和更新进行测试。測試的主要方向之一是更新遊戲的網絡代碼，特別是遊戲和服務器更新的頻率“Tickrate”，以每秒循環數衡量。由於《戰地風雲4》在信息方面的規模，DICE最初在服务器上選擇了較低的Tickrate。然而低Tickrate導致了诸如擊中登記（Hitreg）和“一換一擊殺”（兩位玩家在交火中同時擊殺了對方）等多个游戏性问题。CTE計劃以更高的Tickrate測試遊戲和其他常見問題。
2014年10月，在正式發布將近一年之後，游戏的大型更新仍在不断放出，DICE LA製作人大衛·瑟蘭德表示，公司承認戰地風雲4的糟糕發布“絕對地”損害了戰地風雲系列粉絲群体的信任。瑟蘭德表示，《戰地風雲4》的發布的風波讓公司重新評估他們的發布模式，併計劃讓開發過程更加透明，並為未來的續作（即當時的《戰地風雲：硬仗》）提供更早的Beta測試。瑟蘭德還說：“可能仍然有很多玩家不相信我們能夠提供穩定的發布或遊戲。我對此沒什麼好說的，因為這正是我的目标。我的答案就是我希望他們能都看到我們正在以及將要做的。我認為我們必須靠做实事才能博回他們的信任，通過實際成果來展示自己，而不是光靠說一些話來希望玩家信任我們。”

## 營銷
2013年3月，EA上線了《戰地風雲4》網站，發布了三張標題為“Prepare 4 Battle”的官方預告片。每一個都暗示著三種戰區：空中、陸地和海洋。EA隨後繼續發布預告片，并于2013年3月26日的GDC上正式公佈戰地風雲4。次日，戰地風雲4的第一個遊戲預告片「Fishing in Baku」被發布，同時展示了新的寒霜3引擎。 
「Fishing in Baku」由沉入水中的車輛場景作為開頭、美軍「墓碑」小隊在極限狀況中脫逃。隨後則倒敘形式開始敘述、展示實際遊戲畫面，以搜索作為藏身點的學校廢墟場景開始，隨即在市區展開激烈的槍戰等戰鬥場面。小隊後退至撤離點時遭俄軍武裝直升機伏擊、撤離用運載直升機連同撤離點的工地大樓被摧毀，小隊於是從趕至的工地人員取得吉普車並嘗試前往其他撤離點。其後俄軍直升機趕至追擊，小隊於是使用M320榴彈發射器擊落直升機、吉普車也因閃避直升機殘骸失控墜海。影片隨後跳回小隊逃離下沉的汽車、緊接披露更多遊戲任務畫面，包括小隊駕駛橡皮小艇至美軍軍艦及前往中國執行任務，在宣傳影片的最後短短幾秒亦出現了遊戲中的一個重要角色——漢娜。
此後不久，EA在Origin上為Windows、PlayStation 3和Xbox 360開放預購；然而，EA並沒有提及次世代遊戲機。
2013年7月，EA在他們的Origin客戶端上宣布了戰地風雲4，那些預購了榮譽勳章：戰士（數字豪華版或限量版）的人將可以提前訪問戰地風雲4測試版，此後已被擴展至包括任何戰地風雲3高級會員所有者，以及任何預購戰地風雲4數字豪華版的Origin用戶。以多種方式有資格獲得訪問權限的玩家只能被授予一張測試版通行證，並且不可轉讓給其他玩家。“封閉”測試版於2013年10月1日開始，公開測試版於10月4日上線。測試版將在三個平台上運行，即 PC、Xbox 360和PlayStation 3，玩家們能夠上海之圍地圖上遊玩征服模式。
DICE在2013年6月10日的E3 2013活動中發佈《戰地風雲4》多人對戰模式宣傳影片，透露了更多《戰地風雲4》的內容，例如多人遊戲模式，並允許參與者现場遊玩遊戲。 更多信息在德國科隆的Gamescom 2013上發布，例如“西沙風暴”多人遊戲地圖和戰地風雲4高級會員（Battlefield 4 Premium）。戰地風雲4高級會員包含五個包含新地圖和遊戲內容的DLC。並且可以提前兩周訪問所有DLC。個性化選項包括迷彩、塗裝、徽章、狗牌等和服務器隊列中的優先位置，每週更新的新內容，雙倍XP活動，12個戰鬥包。戰鬥包包含新武器配件、狗牌、刀具、XP加成和角色定制項目的組合，Origin數字豪華版的所有預購者都會獲得三個戰鬥包。該服務支持將玩家的高級會員資格從Xbox 360轉移到Xbox One或從PS3轉移到PS4。高級會員預訂從服務宣布之日（2013年8月21日）開始。DICE還宣布，如果玩家為當前世代主機（PlayStation 3或Xbox 360）購買該遊戲，將能夠以低至10美元的價格換取該遊戲的PlayStation 4或Xbox One版本。此外，所有PlayStation 3和4副本都將在包裝盒中包含一個代碼，用於在PlayStation Store上兌換數字副本。
DICE推廣策略中的一個重要策略是一系列名為“Only in Battlefield 4”的電視和網絡廣告。每一個電視廣告中都由戰地風雲4的玩家講述他們遇到的獨特經歷，以及使用遊戲畫面重新展現他們的經歷。這些廣告突出了遊戲的自由特性，例如環境的可破壞性和遊戲戰鬥引擎的動態特性。這些活動包括演示新的關卡進化（Levolution）功能、遊戲玩法升級以及其他遊戲的多人遊戲中無法出現的隨機時刻。
由於玩家的反響不佳，2013年5月30日，EA停止了包括《戰地風雲4》在內的所有現有和未來EA遊戲的在線通行證。
DICE還發布了適用於iOS和Android的配套應用程序（Battlefield 4 Commander，Battlelog Mobile和Battlefield Companion）。

## 玩法
《戰地風雲4》比起其系列前作有作出多處改進。遊戲內HUD改由左右兩個長方形組成，左下方長方形概括顯示迷你地圖、方位指標以及標示目前指令，右下長方形會簡單標示彈夾餘量及生命值。右上角顯示遊戲中所有玩家的擊殺通知。多人遊戲時左上角有一個聊天窗口。迷你地圖以及部署界面顯示了表示著三種實體的符號：藍色代表盟友，綠色代表隊友，橙色代表敵人。戰地風雲4選項還允許色盲玩家將畫面上的顏色指示器更改為蓝黄色弱、绿色弱和红色弱。
武器定制在戰地風雲4中得到了擴展，同時也鼓勵玩家改裝自己的武器。主武器、次要武器和近戰武器都可以使用武器附件和迷彩皮膚進行定制。大多數武器還可以在不同的射擊模式（自動、半自動和連發射擊）之間切換，讓玩家能夠適應他們所處的千變萬化的戰鬥環境。他們可以在單人戰役和多人遊戲中（《戰地風雲》系列中的首創）“索敵”以向玩家團隊標記敌人的位置。遊戲的子彈物理下墜系統得到了顯著增強，迫使玩家改變中遠距離戰鬥的方式。此外，玩家還擁有更多戰鬥能力，例如站立或蹲伏時反擊來自正面的近戰攻擊（反刀）、游泳時使用副武器射擊以及潛入水下躲避敵人偵測。基本戰鬥能力仍然沒有改變，包括在衝刺時換彈、無限次数的衝刺、趴下和翻越。
同時、戰地風雲4會導入新的遊戲元素，例如類似《榮譽勳章：鐵血悍將》內的混合式瞄具、目標標識以及引入更多代步載具。

## 戰役模式

### 角色
《戰地風雲4》戰役模式的遊戲元年為2020年，玩家將代入角色“瑞克”、美國海軍陸戰隊代號「墓碑」（Tombstone）小隊中一員。墓碑小队其他成員包括：隊長邓恩、副隊長“爱尔兰佬”以及醫療突擊兵“派克”。在稍後的戰役中，CIA外勤特工科維特會加入小队。玩家還將遇上中国国家安全部特工黄书欹和中國海軍上將张伟等人物。
- 丹尼尔·瑞克（Daniel Recker）：墓碑小队队长。階級中士，編號「墓碑-2」。在一个全球性的大背景下，深入美国，俄罗斯和中国之间的冲突。该人物由玩家扮演，其在遊戲中唯一說過的一句話是在故事開頭檢查已經打空的SCAR-H步槍彈匣時小聲的罵髒話。在《戰地2042》中與愛爾蘭佬見了一面。
- 威廉·邓恩（William Dunn）：前墓碑小队队长，階級上士，编号“墓碑-1”。在巴库关卡中被俄军直升机射伤，其后坠楼被楼板压住右腿，为争取时间被瑞克用军刀将右腿切掉。其后在乘坐SUV时和小队一同坠水，被座椅压住无法动弹。因为水压，汽车玻璃开裂，无法在水中支撑，邓恩命令瑞克打破车窗带小队逃跑。最终在车内溺毙。
- 克莱顿·“派克”·帕科沃斯基（Clayton "Pac" Pakowski）：27岁，编号“墓碑-4”，特点是话痨和迷信。克莱顿·帕科夫斯基给人的印象是个有亲和力的年轻人。他是让墓碑小队可以互相信任、并肩作战的关键人物。最新加入小队的他是“小兄弟”，虽然经验不足但是在持续的努力。在《戰地2042》中被「奧茲」的手下擊斃。
- 金布尔·“爱尔兰佬”·格拉夫斯（Kimble "Irish" Graves）：32岁，编号“墓碑-3”，特点是很講義氣。金布尔·格雷夫斯不太喜欢他的代号，按照他的说法，这个代号令他倒霉。这个经验丰富的队友能够出色完成分配给他的任务，而且并不关心这场战争背后的政治阴谋。喜歡幫助別人，並處處為隊員著想，經常和他人為了某些事情打抱不平。他在故事开始时對漢娜的忠诚感到懷疑，但后来信任了她。在《戰地2042》中加入「未歸化者」並稱為「大出走號」艦長。
- 拉兹洛·“惠斯勒”·科維特（Laszlo "Whistler" Kovic）：CIA特工，曾在前作中審問布來克本，在本作中是VIP之一。他在上海和墓碑小队会面，并和瑞克一行人前往泰坦號勘察，最後在船艦上面因為被直升機火炮掃射而自階梯上摔落。在撐了一段時間後，臨死前把硬碟交給了瑞克。
- 迪米特里·“蒂玛”·马雅可夫斯基（Dimitri "Dima" Mayakovsky）：前俄羅斯聯邦武裝力量總參謀情報局特工，也是前作角色，但人物造型與配音員跟前作完全不同。由於在巴黎未能阻止核爆而遭到嚴重輻射導致毀容及患上輻射病，因被懷疑是引爆核彈的嫌犯而被捕入獄。在遊戲中幫助瑞克、爱尔兰人和汉娜一起逃出位於崑崙山的監獄，但在逃獄過程中因敵軍攻擊摔出纜車而身亡。
- 哈金斯（Hawkins）：美国海军UH-1Y驾驶员，在序幕关卡中被俄军Mi-28击坠身亡。但未知與前作的美国海军F/A-18武器系统官珍妮佛·哈金斯是否同一人。
- 黄书欹、“汉娜”（Huang "Hannah" Shuyi）：国家安全部特工，30岁，特点是谨慎和冷酷。是主角一行人在上海营救的VIP之一，负责保护金杰。她给人的感觉是神秘并且自立，令人难以靠近，但其存在是小队在这场战争阴谋中能够存活的关键。在官方结局中为了炸沉敌舰而身亡。
- 王渤海（Wang Bohai）：昆仑山监狱警卫，負責審問瑞克和爱尔兰佬。在偷襲越獄的帝瑪、瑞克和爱尔兰佬的时候被漢娜槍殺。
- 张伟（Zhang Wei）：中国人民解放军海军上将，游戏中的主要反派，有推翻现任中國政府的野心，並是企圖暗殺金杰、挑拨中美关系的元凶。在官方结局中因自己的战舰被毁而身亡。
- 金杰（Jin Jie）：中国国家主席候选人，在全國人民代表大會前夕遭到張將軍的暗殺而受傷，墓碑小队所要保护和营救的对象。
- 罗兰·加里森（Roland Garrison）：美国海军瓦爾基里号航空母舰的舰长。

### 世界观
故事發生於2020年，和《戰地風雲3》是同一個世界觀。
伊朗PLR危機六年後，世界已處於混亂邊緣。中國海軍上將張偉開始策劃一場企圖推翻中國政府的政變，該計劃得到了俄羅斯方面的支持。
由於未能阻止巴黎核爆事件的前俄羅斯總參特情局特工帝瑪被核爆輻射所影響，並且在該事件之後被法國政府歸咎為最終禍首倉而逃往中國，但由於其被知曉關於張將軍和俄羅斯策劃政變的消息而被逮捕關押於位於中國東崑崙山的監獄。
金杰，中国国家主席候选人，在全國人民代表大會前夕遭到張將軍的暗殺而受傷，其貼身護衛黄书欹為了保護安全，暗中將其護送至中國大陸的沿海城市上海，並藏匿於一棟大樓。
暗殺失敗后，由於金傑的失蹤，張將軍把暗殺行動全部歸咎於「某些西方國家」，導致中國與美國關係愈演愈烈。
深知自己已經處於孤立狀態的金杰向美國方面發出了庇護求助，收到金杰求助的美國方面立刻調集第七海軍艦隊前往臺灣海峽。得知美國海軍動向的張將軍向俄羅斯方面發出上海海域軍演的邀請，中國東南沿海地區的緊張局勢進一步升級。
美國方面派出CIA探員拉茲洛·科維特前往上海找尋並護送金傑。隨著國際輿論的壓力下，美國海軍和俄羅斯海軍陸續離開中國沿海。張將軍並在奪取對國內形勢的掌控權後強制取消了全國人民代表大會，同時宣布了戒嚴令，將14億人處於控制之下。至此，中美关系完全破裂，局勢迅速升級至一發不可收拾。
在危險局勢之下的美國海軍第七艦隊為了安全考慮，留下了一艘黃蜂級兩棲突擊艦瓦爾基麗號在中國近海，艦隊開始撤離前往新加坡和臺灣。
張將軍為了得到戰場主動權，率先向美軍太平洋的指揮基地發射導彈，並且直接摧毀了位於太平洋的指揮基地。隨後張將軍大舉派出軍隊進攻東南亞國家，新加坡淪陷。隨後，張將軍再次發射導彈攻擊位於中國南海西沙群島的第七艦隊並且摧毀了旗艦泰坦號航空母艦以及其附屬的一艘神盾防空艦。

### 剧情
墓碑小隊在得到情報后在巴庫的一位叛變的俄國將軍處去執行一項搜集情報的任務，然而其小隊卻被俄軍發現了，在俄軍的炮火下逃離巴庫。付上了車輛墜水後鄧恩於車內溺斃的代價下，小隊才得以回到代號「堡壘」的瓦爾基里號。同時根据情报得知——張將軍會在中國發動政變，而俄羅斯將會全力支援他。
隨後，墓碑小隊將前往上海執行護送VIP撤離的任務，出於軍事安全的考慮和需要，瓦爾基里號設定了任務完成後前往新加坡于第七航母艦隊匯合的航線。
隨即目光轉向位於中國經濟、金融中心的上海，抗議者與当地警方發生衝突，街道一片混亂。墓碑小隊計畫在此保護VIP的撤離，其中一人是張將軍的軍隊搜查尋找的重要目標。在VIP列表中曾經負責審訊過布列克中士的中情局特工拉茲洛·科維特也被記錄在案。
成功營救VIP，科維特一起回到瓦爾基里號。而張將軍發射電磁脈衝（EMP）彈壓制了上海周遭的電子設備。成千上萬的平民開始逃離這座城市，作為難民的身份登陸瓦爾基里號。
然而由於EMP的影響導致了情報的消失，所以瓦爾基里號必須要前往新加坡，與那裡的第7美國航母戰鬥群旗艦泰坦號航空母艦匯合。但當到達後，這裡卻一片火海，第7艦隊已經遭受攻击，此时瓦爾基里號上人员并不清楚谁攻击了泰坦號。為了一探究竟，墓碑小隊進入了遭中國反艦飛彈擊中幾乎快沉沒的泰坦號航空母艦。在這之後泰坦號航空母艦和神盾防空艦擱淺於西沙群島（在多人模式“西沙風暴”中出現）。並且證實了美國海軍太平洋中央指揮部己被中國導彈所摧毀，如今整個戰略主導權落入張將軍手中，瓦爾基里號已陷入孤軍作戰的困境。
為阻止張將軍的陰謀，小隊開始襲擊被解放軍佔領的新加坡樟宜國際機場。然而在完成任務后，小队被炸倒，漢娜疑似叛變并带领解放軍俘擄了瑞克和爱尔兰佬。派克当时受伤昏迷，汉娜让解放军忽略这个“死亡”的士兵，没有俘虏他。所以派克后来自行返回了瓦爾基里號。
两人被送到了位於昆崙山的監獄，在那裡遇到前俄罗斯总参谋部情报局特工的迪米崔·帝瑪·馬雅可夫斯基。他幫助了墓碑小隊一行和漢娜逃離崑崙山監獄後，因直升機機炮擊中纜車的車廂導其致摔出纜車而墜地身亡。
四天後，小隊到了位於中國青海省的塔什格爾古城。作為交換幫助那裡的指揮官格林蘭奪回了古城的控制權後格林蘭指揮官答應送小隊回到回到了瓦爾基里號。
但當到達瓦爾基里號時，兩栖攻擊艦已經被中国海軍陸戰隊所佔領。在墓碑小隊救出加里遜舰长和金傑後，金傑向所有侵入艦艇的所有解放軍士兵公開了自己存活的消息。然後，張將軍的驅逐艦企圖炸沉瓦爾基里號以掩蓋真相。愛爾蘭佬、漢娜和瑞克又必須捨身去炸沉張將軍的驅逐艦。
到达敌舰、安放炸药后，三人借助钩索顺利升到空中。在准备引爆C4炸藥時，漢娜發現炸藥引爆器失效，瑞克此時還有一包C4炸藥。漢娜和愛爾蘭佬要求把最後的C4炸藥給自己，解开绳索下去捨身安装炸药，并由瑞克在空中引爆，炸沉張將軍的驅逐艦。這時，瑞克面對著的選擇有三種：
1. 和平使者－将炸药交给漢娜并成功引爆，獲得和平使者獎牌、漢娜的狗牌，張將軍的驅逐艦毀滅，瓦爾基里號存活，並可於多人模式中使用FN P90衝鋒槍。
2. 最終使命－将炸药交给愛爾蘭佬并成功引爆，獲得最終使命獎牌和愛爾蘭佬的狗牌，張將軍的驅逐艦毀滅，瓦爾基里號存活，並可於多人模式中使用M249班用自動武器。
3. 英靈神殿－拒絕把炸藥丟給任何人，或给出炸药之后拒绝完成引爆，导致瓦爾基里號被炸沉導致艦上的所有人（包括艦上的所有解放軍士兵）全部犧牲，獲得英靈神殿獎牌、派克的狗牌，而張將軍的驅逐艦存活，但在第二日被“守门员”击毁，並可於多人模式中使用95-1式自動步槍。

## 多人模式
戰地風雲4多人模式有三股勢力可讓玩家參與，分別為美国海军陆战队、俄罗斯陆军和中国人民解放军。另外，在戰地風雲2142最後一次出現的「指揮官模式」被重新引入，給予玩家即時戰略的體驗以及向隊友下達命令的能力。此外，指揮官可以通過戰場上小隊隊長的視角觀察戰鬥，給予小隊部署車輛和武器空投，給予優秀小隊快速部署以及對其進行“升遷”，在地圖上標記敵方“高價值目標”（HVT），對敵指揮官採用“自殺攻擊”短時間癱瘓敵方指揮官的系統，或命令對敵對目標利用“巡曳飛彈”進行導彈襲擊。 
遊戲還包括旁觀者模式，使玩家能夠以第一人稱或第三人稱觀看其他人，以及使用自由相機以任何角度在地圖范围内移動。
2013年6月10日，DICE在E3上展示了“上海之圍（Siege of Shanghai）”地圖，展示了解放軍與美國海軍陸戰隊的對決。遊戲玩法展示了指揮官模式；新武器和載具；和“關卡進化（Levolution）”遊戲機制。視頻以下內容，包括：一名玩家通過摧毀一根地鐵站內的支柱，困住了一輛敵方坦克；和一座大型摩天大樓（在頂層有一個目標點）在地圖中心倒塌，在整個地圖上掀起一團巨大的塵埃雲，也使目標點更接近地面。關卡進化還包括諸如射擊滅火器使房間充滿模糊的煙霧、踩踏時汽車警報器響起、金屬探測器一旦通過就會響起或通過切斷房間電源以降低他人能見度等效果。

### 地圖
遊戲本體包括的地圖有“上海之圍”（Siege of Shanghai）、“西沙風暴”（Paracel Storm）、“廢棄工廠”（Zavod 311）、“水壩風雲”（Lancang Dam）、“水鄉澤國”（Flood Zone）、“廣播中心”（Rogue Transmission）、“渡假勝地”（Hainan Resort）、“破曉行動（Dawnbreaker）”、“極地監獄（Operation Locker）”和“荒野遊蹤（Golmud Railway）”。

### 兵種
戰地風雲3中的四個兵種在戰地風雲4得到保留，但略有調整。在快速連續救活隊友後，突擊兵現在必須等待除顫器充電。工程師使用衝鋒槍（PDW），卡賓槍（Carbines）適用於所有兵種。支援兵可以使用新的遙控迫擊砲和XM25和彈簧刀戰鬥無人機（UCAV），以提供間接火力壓制。偵察兵仍然能夠使用MAV、T-UGS和無線電信標，同時更具機動性，能夠裝備卡賓槍、精確射手步槍（DMR）和C4。狙擊機制還提供了將視線歸零（設置瞄準距離）的能力，並配備了比以前的《戰地風雲》遊戲更多的瞄具和配件。

### 載具
隨著中國陣營的加入，新載具包括99型主戰坦克、ZFB-05裝甲車和Z-10W攻擊直升機。噴氣機也被重新平衡並分為兩類，“攻擊噴射機”和“隱形噴射機”。攻擊機的重點主要是空對地能力，而隱形噴氣機主要側重於空對空作戰。戰地風雲4中添加的另一種載具是RCB和DV-15攻擊快艇，充當全副武裝的水上突擊艇。

### 自定義
《戰地風雲4》中的自定義選項也有所增加，每把槍都可以使用全新的迷彩。遊戲引入了一種新的“自適應”迷彩，可以使迷彩適應不同的地圖，而玩家無需在每張地圖上更換迷彩。迷彩可以應用於噴氣式飛機、直升機、坦克、運輸車輛、槍支，降落傘，和士兵本身。玩家自定義標誌也可印在降落傘上。

### 雜項
2013年3月上旬，EA DICE出面否認了有關《戰地風雲4》將出現女性玩家角色的傳言。
不同于前作《战地3》，《战地4》中在正面发动近身攻击可以夺去玩家狗牌，但是在站立和蹲下状态下被攻击的玩家可以通过QTE反杀攻击者。

### 陣營
- 解放军
  - 中国人民解放军空军
  - 中国人民解放军陆军
  - 中国人民解放军海军陆战队
- 美军
  - 美国海军陆战队
  - 美国空军
  - 美国陆军航空兵
- 俄军
  - 俄罗斯陆军
  - 俄罗斯海军步兵
  - 俄罗斯空军

### 模式
- 指揮官（Commander）
  - 透過下令、派遣補給、從空中掌控戰場的方式來協助自己的隊伍取得勝利。
- 練習場（Test Range）
  - 在練習場中試用所有武器、配備、載具，提升玩家的遊戲技術。
- 搶攻（Domination）
  - 奪取並保衛目標。介於征服模式與團隊死鬥之間的遊戲模式，但節奏較快地圖較小。無載具。
- 突袭（Rush）
  - 與自己的隊友一同攻擊或保衛成兩個M-COM目標。有各種裝備、配備、載具供你使用。
- 爆破（Defuse）
  - 雙方輪流在敵方基地中引爆炸彈。比賽採快速回合制，獲勝回合數較多的隊伍即可獲勝。
- 空中优势（Air Superiority）（中國崛起）
  - 大規模空中戰鬥。以空中載具（歼击机、攻击直升机）佔領並防守目標。与前作战地风云3不同的是，在特定的地图空中载具会由歼击机改变为攻击直升机。
- 夺旗（Capture The Flag）（再次進擊）
  - 團結合作將敵方旗幟搶回自己基地，同時保護己方旗幟不被搶走。
- 连线（Chain Link）（龍之獠牙）
  - 奪取兩個相鄰據點即可建立連線。控制的連線愈多，敵方兵力值損失愈大。這有點像加上連線機制的加速征服模式。

#### 突击航母
- 突擊航母（Carrier Assault）（海軍風暴）[42]
- 大型突擊航母（Carrier Assault Large）（海軍風暴）[43]
  - 奪取並保衛目標即可破壞敵方航母。等航母一打開，解決兩個M-COM目標並同時防守己方航母即可獲勝。

#### 經典征服
- 大型征服（Conquest Large）
- 征服（Conquest）
  - 佔領多數目標消耗敵隊兵力值為目標，單次擊殺均消耗敵人兵力值，以剩餘兵力值最高的隊伍即可獲勝的經典征服模式

#### 殲滅
- 殲滅（Obliteration）
- 隊制殲滅（Obliteration Competitive）
  - 是前作《戰地風雲3》中新開發的一種全新遊戲模式，需要團結合作透過先將炸彈送到敵方基地再引爆的方式殲滅敵方，同時要保衛你自己的基地不受到炸彈攻擊。

#### 經典死鬥
- 小隊死鬥（Squad DM）
  - 你的小隊同時與另外三支小隊爭戰。你小隊的目標是共同取得最高擊殺數。
- 團隊死鬥（Team DM）
  - 小地圖、刺激、無載具。唯一的目標——殲滅敵人。

### 魅影計畫
魅影计划是指战地風雲4上市后不久後由官方发布的一系列隐藏任务以及遊戲彩蛋的统称，需要高级版用户资格即可开启。魅影计划共4个阶段，其奖励包含魅影狗牌、魅影涂装、魅影迷彩及魅影武器（复合弓）。現目前魅影计划已经开放了4个阶段，分别对应除二次突袭外的4个DLC。4个阶段分别对应一项魅影任務的系列解鎖物品，除了最后的魅影复合弓外，其他任务需依次激活，但完成任务的顺序並没有要求。
需要完成任務的玩家可以在Battlelog的排行榜页面（現在已被移至Battlelog頁面最下方的年齡限制頁面）左下角可以看到一个很小的骷髅标志，点击后会进入一个仿DOS界面。玩家通过对DLC地图中隐藏线索进行收集整理，可以破解出解锁任务的密码。将这些字符输入魅影计划的DOS界面後就可開啓相应的魅影计划任务。

## 可下載內容
《戰地風雲4》共有五個可下載內容（DLC）包，其中包括新地圖和遊戲玩法新增內容。所有五個DLC包均由DICE LA開發，並且在預定發布前兩周可供購買高級會員的玩家使用。一旦對戰地風雲4高級版的支持結束，DICE LA宣布所有未來的DLC都將免費。

### 中國崛起（China Rising）
2013年5月21日，DICE在Battlelog帖子中公佈了《戰地風雲4：中國崛起》，並表示它將包括中國大陸的四張新地圖（絲綢之路、阿爾泰山、龍隘之戰和桂林群山）、十個新小任務、新的載具，以及新遊戲模式空中優勢。預購遊戲的玩家可以免費獲得該DLC。中國崛起DLC於2013年12月3日面向高級玩家發布，隨後於2013年12月17日全面發布。

### 再次進擊（Second Assault）
2013年6月10日，DICE LA在2013年E3微軟新聞發布會上公佈了《戰地風雲4：再次進擊》。宣布它將成為《戰地風雲4》的第一個擴展包，並將在Xbox One上首次亮相。它於2013年11月22日發布，即Xbox One發布的同一天。該擴展包重訪了四張《戰地風雲3》中人氣最旺的地圖，並已經過寒霜3引擎重製（地鐵行動2014，火線風暴2014，裡海邊境2014和阿曼灣2014），並引入了新模式“奪旗”。2014年2月18日，再次進擊DLC為Xbox 360、PlayStation 3、PlayStation 4和PC的高級會員玩家開放遊玩，並於2014年3月4日面向非高級用戶開放。

### 海軍風暴（Naval Strike）
2013年8月20日，DICE LA在Gamescom 2013上公佈了《戰地風雲4：海軍風暴》。DLC中中國艦隊將戰場轉移至海上，涉及四張新地圖的鮮活海上作戰，消波礁岸、南沙之襲、迫擊任務和失落島嶼，取材于中國南海，並新增一種靈感來著戰地2142的名為“突擊航母”的游戏模式。2014年3月26日，海軍風暴DLC在PlayStation 3、PlayStation 4和Xbox 360上面向高級會員發布。Xbox One版本於2014年3月27日面向高級會員發布，PC版於2014年3月31日發布。

### 龍之獠牙（Dragon's Teeth）
在Gamescom 2013上，DICE LA展示了《戰地風雲4：龍之獠牙》。DLC在四張全新多人地圖上體驗全面城市戰，地點是被中國軍隊封鎖的戰亂城市。龍之獠牙於2014年7月15日面向戰地風雲4高級會員發布。對於非高級會員，它於兩週後於2014年7月29日發布。龍之獠牙DLC中包含一種被稱為“連線”的新遊戲模式。龍之獠牙中包含四張新地圖（隆披尼花園、紅橋市場、政宣口號和沉龍河畔）。DLC還包含11個新小任務和一個名為“龍吼衛”的新突擊無人機。

### 最終反擊（Final Stand）
2013年8月20日，DICE LA在Gamescom 2013上公佈了《戰地風雲4：最終反擊》。最終決戰的重點是替遊戲內的2020年戰爭“畫下轟轟烈烈的句點”。DLC包括四張新地圖和“秘密原型武器和車輛”。包含的四張地圖是“雪盲行動”、“卡雷利亞巨人”、“雙髻鯊基地”和“21號機庫”。新武器包括羅氏X1手持式軌道炮和一些小工具，包括DS-3和XD-1雀鷹，以及基於Levkov 1937氣墊船主戰坦克的坦克“HT-95列夫科夫”。最終反擊DLC於2014年11月18日00:01面向戰地風雲4高級會員發布，並於2014年12月2日00:01面向普通戰地風雲4玩家發布。

### 武器更新
武器箱（Weapons Crate）免費DLC於2015年3月30日由DICE LA宣佈。該DLC在遊戲中添加了五種武器：Mare's Leg、AN-94、GROZA-1、GROZA-4和L86A2，以及來自戰地風雲3的新遊戲模式“槍神”和許多其他數據調整。DLC在社區測試環境（CTE）中以Alpha形式發布，后與2015年春季補丁一起於2015年5月26日發布。

### 夜間行動（Night Operation）
2015年8月，DICE和DICE LA宣佈了新免費DLC夜間行動。第一張發布的地圖是廢棄工廠：大夜班，即戰地風雲4地圖廢棄工廠的夜間版本，它與2015年夏季補丁一起發布。另外兩張夜間地圖也在開發中，夜間版本的上海之圍和荒野遊蹤，並且可以在戰地風雲4社區測試環境中遊玩，但直到戰地風雲4進一步開發的結束，這些地圖都仍未被發布。這三張地圖均由DICE LA開發並在社區測試環境中進行了測試，且聽取了玩家的反饋。

### 社群行動（Community Operations）
免費DLC社群行動於2015年10月27日發布。DLC包含一張由DICE LA和戰地風雲4遊戲社區創建的地圖叢林計劃，叢林計劃是一張中等大小的地圖，有很多植被，例如樹木、灌木和草地，用於伏擊內部的敵人。地圖包括限量的重型車輛，如坦克、步兵戰車，不包括如隱形噴氣式飛機、偵察直升機，攻擊機和防空車輛的空中有關載具。該DLC同樣包含對武器和載具的重大更改。

### 經典行動（Legacy Operations）
免費DLC經典行動於2015年12月15日發布。該地圖是戰地風雲2地圖龍之谷（Dragon Valley）的重製版本，同時也在地圖中的一部分引入了受戰地風雲3諾沙運河啟發的港口。該DLC與冬季補丁內容更新一起發布。

### 高級會員（Premium）
高級會員是一種可下載通行證，以折扣價提供所有DLC內容，同時提供一系列個性化選項和物品，例如專屬狗牌或迷彩，也會為為訂閱者在特定時間提供特供的遊戲活動。

## 系统
《战地4》的全部游戏系统都围绕“战地日志（页面存档备份，存于）”（Battlelog）设计，玩家可通过PC、iOS和安卓三个平台登陆Battlelog来设定士兵与加入游戏。
玩家在《战地4》获得装备的方式是通过解锁（Unlocks）系统，士兵、兵种、载具和武器种类都有自己的经验值。同时《战地4》还拥有此代加入的新解锁方式“战斗包”（Battle Pack），每个战斗包都会在玩家的士兵等级提升时获得，分为金银铜三个等级，能在其中随机获得数样解锁内容，级别越好解锁的物品也就越强。武器类型经验值是《战地4》新加入的系统，使用某一类武器进行游戏只能解锁同一类的武器，例如用突击步枪进行游戏会继续解锁突击步枪。
士兵的经验值会被用于解锁技能、迷彩、战斗包，武器类型的经验值会用于解锁同类型武器，兵种的经验值被用于解锁职业装备和武器类型，武器和载具的经验值被用于解锁武器和载具的配件。
为了鼓励和表彰玩家在战斗中的努力，《战地4》也依然具有奖励（Award）系统。奖励系统分为“等级”（Ranks）、“勋带”（Ribbons）和“勋章”（Medals）三种类型，勋带是玩家在游戏中做出某些贡献或累积了一定的战斗经验后所获得的；勋章则是积累一定的勋带后可以获得的，同时玩家使用武器，载具等手段击杀敌人满100个后，会颁发对应武器的“勤务之星”（Service Star），满500个后会颁发对应武器的狗牌。
- 狗牌（Dog Tag）则是《战地》系列的传统特色，军牌分为一般和特殊两枚，特殊军牌很难拿到。对敌人发动械斗获胜后就可以获得他的军牌，所有的军籍牌会陈列在自己的个人信息内。
- 对决（Mission）是《战地4》的新功能。是为了帮助玩家们挑战自我而设计的，玩家可以在系统内选择一个目标，并拉拢好友比拼完成，率先完成的人将会获得奖励。
- 任务（Assignment）是战地日志为了帮助玩家解锁装备道具的系统。只要达成指定的击杀或者是游戏时间目标，就可以解锁一些独特的装备道具。
- 地理排行榜（Geo Leaderboard）（现已关闭）曾是一个方便玩家与同国家或地区的玩家互动的功能。首次使用时，玩家需要设置自己的位置（精确到街道级别）。完成设置后，便可通过排行榜与街道、城市、国家乃至全球的玩家比拼游戏中的各项统计数据。此外，该功能还允许玩家查看同城其他玩家的位置。
- 战术屏幕（Battle Screen）（现已基本失效）是一个允许网页版Battlelog显示游戏地图的功能。然而，由于大多数玩家在游戏时会选择全屏模式，导致该功能的实用性受到很大限制。
- 战队（Platoons）从战地3中回归，不但可以让玩家组建战队，通过与战队内的玩家一起游玩来升级战队，还可以让战队里的玩家使用战队的标签和图章。[51][52]
- 图章（Emblems）在战地3的基础上得到了再发展，战地4中玩家个人也可以自定义制作属于自己的图章，图章会在玩家的人物模型，枪械，载具，和击杀敌人后的信息栏中显示。

对于主机版用户而言，《战地4》也依旧提供了“成就”和“奖杯”的解锁。

## 音乐
《战地4：原声带》（Battlefield 4: Original Soundtrack）晚于游戏的发售，游戏原声于2013年11月19日在苹果iTunes网络商店和亚马逊网络商店上架。该游戏原声包含了17首原声曲目，由游戏开发商DICE的瑞典作曲家Johan Skugge和Jukka Rintamakki负责编曲制作；游戏原声多是偏向采用电子音乐风格。在2013年3月有一支名为“Hanna's Theme”的原声被泄露到网上，不过最后这首原声没有收录在最终版的原声专辑中。

## 评价

### 主要评价
| 汇总媒体     | 得分   | 得分   | 得分   | 得分   | 得分   |
| 汇总媒体     | X360   | PS3    | PS4    | XOne   | PC     |
| ------------ | ------ | ------ | ------ | ------ | ------ |
| GameRankings | 77.71% | 80.50% | 85.00% |        | 79.47% |
| Metacritic   | 79/100 | 80/100 | 85/100 | 81/100 | 81/100 |

| 媒体          | 得分   | 得分   | 得分   | 得分   | 得分   |
| 媒体          | X360   | PS3    | PS4    | XOne   | PC     |
| ------------- | ------ | ------ | ------ | ------ | ------ |
| GameSpot      | 8/10   | 8/10   | 8/10   | 8/10   | 8/10   |
| GameZone      |        |        |        |        | 8/10   |
| IGN           | 8/10   | 8/10   | 8.5/10 | 8.5/10 | 8.5/10 |
| Joystiq       | [ 66 ] | [ 66 ] | [ 66 ] | [ 66 ] | [ 66 ] |
| 官方Xbox杂志  | 8/10   |        |        | 8.5/10 |        |
| PC Gamer美国  |        |        |        |        | 84/100 |
| Machinima.com | 9/10   | 9/10   | 9.5/10 | 9.5/10 | 9.5/10 |

《战地风云4》获得了游戏评论家的积极评价。GameSpot的克里斯·沃特斯（Chris Watters）赞扬了歼灭模式和多人游戏元素，但对战役模式的其他方面并不满意。IGN的Mitch Dyer表示“战地风云4是DICE多人游戏中精华的结合体”。PC Gamer的Evan Lahti表示，虽然这款游戏与《战地风云3》非常相似，但它仍然设法保持了“视觉和听觉上令人满意、可靠且激烈的FPS体验”。指挥官模式和多人游戏中多样化的地图选择也被称赞为对游戏内容的良好补充。Joystiq的大卫·辛克尔（David Hinkle）表示，该游戏“让玩家进入沙盒并解开所有束缚，让大量士兵随心所欲地集结并击败对手”。欣克尔赞扬了战役的新元素，但对于多人游戏则没有感到任何惊喜。GameZone的Lance Liebl表示“你在战地风云中的成功取决于你和你的团队合作程度。战地4是我玩过的最有价值的游戏之一。Battlelog还需要一些改进，而且崩溃和漏洞依旧很多，但多人游戏的体验足以弥补这一切。”Machinima的Lawrence Sonntag称赞了关卡进化功能和多人游戏模式。
然而一些评论家指出，尽管该游戏的多人游戏部分已经发布，但在 PC、 PlayStation 4和Xbox One上存在许多破坏性的错误，例如服务器崩溃和高延迟。Polygon在游戏发布当天对其进行了评测，并给出了7.5分，随后在承认该游戏“对许多玩家而言依旧难以游玩”后将其评分降至4分。
DICE后来承认游戏的多人游戏部分存在问题，并表示他们正在努力解决这些问题，并且在游戏问题得到解决之前他们不会发布DLC或未来项目。尽管有着这样的承诺，游戏的第二个DLC还在许多频繁问题尚未得到解决的情况下发布了。

### 销售
在英国销售的第一周，《战地4》成为所有平台中第二畅销的游戏，仅次于《刺客信条IV：黑旗》。但与2011年的《战地风云3》相比，游戏的销量下降了69%。EA将销量下降归咎于第八代游戏机的过渡所带来的不确定性。
《战地4》的PS3版本在发行的第一周就登上了日本Media Create销售排行榜的榜首，超过了过去4周一直位居榜首的神奇宝贝X和Y，销量为121,699份。然而，PS3版战地风云4在日本的销量在发布的第二周下降了84.148%，数量下降至19,291份，并且将第一名输给了噬神者2。
根据NPD Group的数据，《战地风云4》是11月美国第二畅销的游戏，仅次于《使命召唤：幽灵》。2014年2月，EA宣布该游戏的高级会员已售出超过160万份。2014年5月，游戏销量超过700万份。

### 奖项
据EA称，《战地风云4》在发布前获得了超过30家游戏出版社的奖项。《战地风云4》多次登上2013年最佳第一人称射击游戏年终榜单，荣获第18届卫星奖、和GamesRadar。

## 爭議

### 中国大陆的批评与封禁
2013年12月5日，《中国国防报》刊登文章《用正义与真实驱散“游戏妖魔”》，批评《战地4》“抹黑中国”。作者宫玉聪在文中指出，该游戏“掺杂了不少与现实不符的细节，抹黑了中国的国家形象。”
2013年12月26日，中国媒体报道，中华人民共和国文化部批评《战地4》“含有危害国家安全的内容”，将其定义为文化侵略性质的“违法游戏”，并对相关内容实施全面封禁。随后，这一消息被多家国外媒体转述。
2014年1月，中国大陆最大的搜索引擎百度对其旗下的百度百科《战地4》词条进行了封锁，并将该游戏定义为违法产品。到2021年8月，该词条已被删除。在中国大陆访问量较大的社交平台新浪微博中，搜索“战地4”会显示《战地》系列相关内容，不会显示《战地4》相关内容。在中国大陆最大的网络商城淘宝，关于《战地4》的相关内容已被全面下架，但仍可通过“友军风云4”等关键词找到相关商品。目前，《战地4》已被禁止在中国大陆的直播平台进行直播。
2021年8月，弹幕视频网站哔哩哔哩已无法找到与《战地4》相关的内容。使用游戏名称进行搜索，只会出现一些无关结果（多为战地系列的其他作品），但通过“战地根号16”等变体字眼仍可找到部分相关内容。
2025年6月30日，战地4在中国内地视频网站哔哩哔哩因未知原因解除封禁，立刻有大量玩家上传战地4剧情全流程视频及游戏发布时的预告片，无需使用“根号16”，“2+2”等隐晦词语即可找到相关视频。

## 游戏相关梗

### 做最优质的战士
该梗来自于张将军在上海的演讲，演讲内容中"或对政治的干涉"被空耳为"做最优质的战士"。以下是张将军演讲的部分内容：
今天，我们为被害的金杰哀悼。明天，我们就要让凶手付出代价！中国不会允许，对我国领土领海的入侵，或对政治的干涉！ 我们伟大的国家，举国悲痛，共同的损失，让我们更加，团结一致！我们西方国家的朋友们，要为可耻共谋刺杀金杰，做出回答！

### 好，把他们上市！
出自在游戏剧情中，瑞克和邓恩被送进昆仑山监狱中后的审讯剧情。其中张将军说的"好，把他们杀死！"或"好，把他们消失！"被空耳为"好，把他们上市！"。同时这段剧情中还有博海审讯邓恩"What was your mission in Shanghai ?"被广为流传。

### 金杰活了
游戏后期墓碑小队救出金杰后，面对解放军，金杰摘下头部的绷带，对面解放军军人说道："把枪放下，金杰活了！不要告诉其他人，金杰活了！"由于并不符合中国本土化的表达与蹩脚的配音，导致该梗广为流传。